# Memòria d'accés aleatori
La memòria d'accés aleatori o RAM és un tipus de memòria informàtica, caracteritzat per un accés directe en qualsevol ordre en un temps constant, sense distinció de la posició on es trobi la informació ni de la posició de l'anterior lectura. Actualment es produeixen mitjançant circuits integrats. Es fa servir sovint l'expressió «memòria RAM» de l'acròstic anglès de Random Access Memory. És usat com a memòria principal dels ordinadors personals.
Això contrasta amb altres mecanismes d'emmagatzemament, com les cintes o els discs magnètics i òptics, en què es depèn de la posició del capçal mòbil de lectura. En dispositius «no aleatoris», el moviment triga més temps que la mateixa transferència de dades. El temps d'accés depèn de la posició física del següent element.
La paraula RAM s'associa amb tipus de memòria volàtils (com els mòduls de memòria DRAM), on la informació perd el seu contingut quan s'apaga l'ordinador. Altres tipus de memòria també són RAM (d'accés aleatori), com la memòria ROM i un tipus de memòria flash anomenat NOR-Flash.

## Història

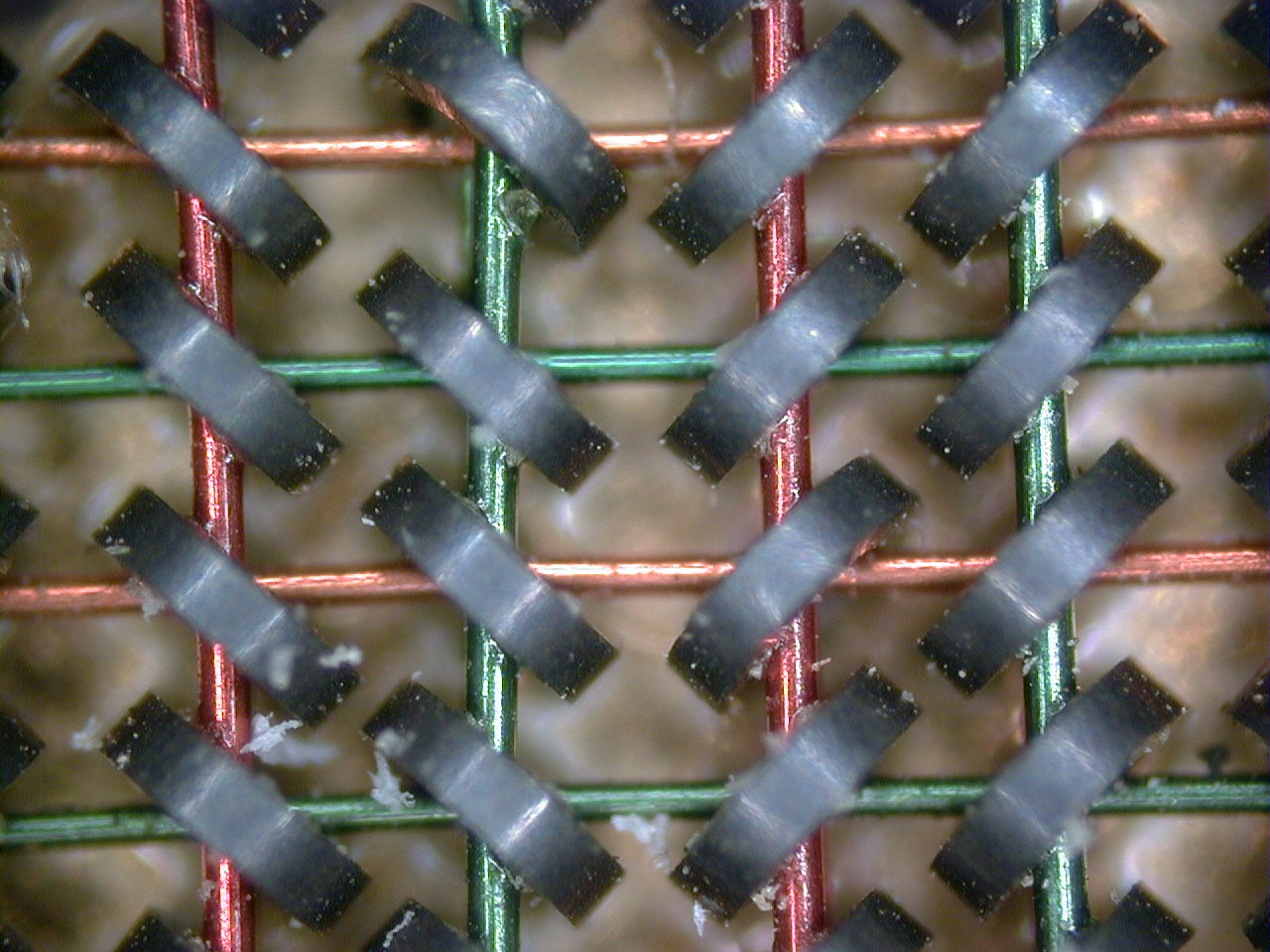
Detall d'una matriu de nuclis magnètics. La distància entre els nuclis és aproximadament d'un mil·límetre.

Un dels primers tipus de memòria d'accés aleatori que es van utilitzar foren les matrius de nuclis de ferrita. Es van desenvolupar entre 1949 i 1952 i van formar part de la major part dels ordinadors fins que es van començar a desenvolupar els circuits integrats de memòries estàtiques i dinàmiques de tipus RAM cap a la fi dels anys 1960.
Abans de l'aparició de les memòries basades en nuclis magnètics els ordinadors utilitzaven altres tipus de dispositius per implementar les funcions de memòria principal (de l'ordre d'uns milers de bits). Algunes solucions eren d'accés aleatori i d'altres no. Entre aquests d'altres, es van utilitzar relés, línies de retard o alguns tipus de vàlvules electròniques.
També s'havien utilitzat biestables (un tipus de dispositiu biestable multivibrador) muntats amb tríodes, i més tard amb transistors, per tal d'aconseguir memòries més petites i més ràpides per als registres o els bancs de registres d'accés aleatori. Abans del desenvolupament dels circuits integrats de les ROM, les memòries permanents (només de lectura) d'accés aleatori es construïen habitualment utilitzant matrius de díodes de tipus semiconductor controlades per un descodificador d'adreces.

## Tipus de RAM

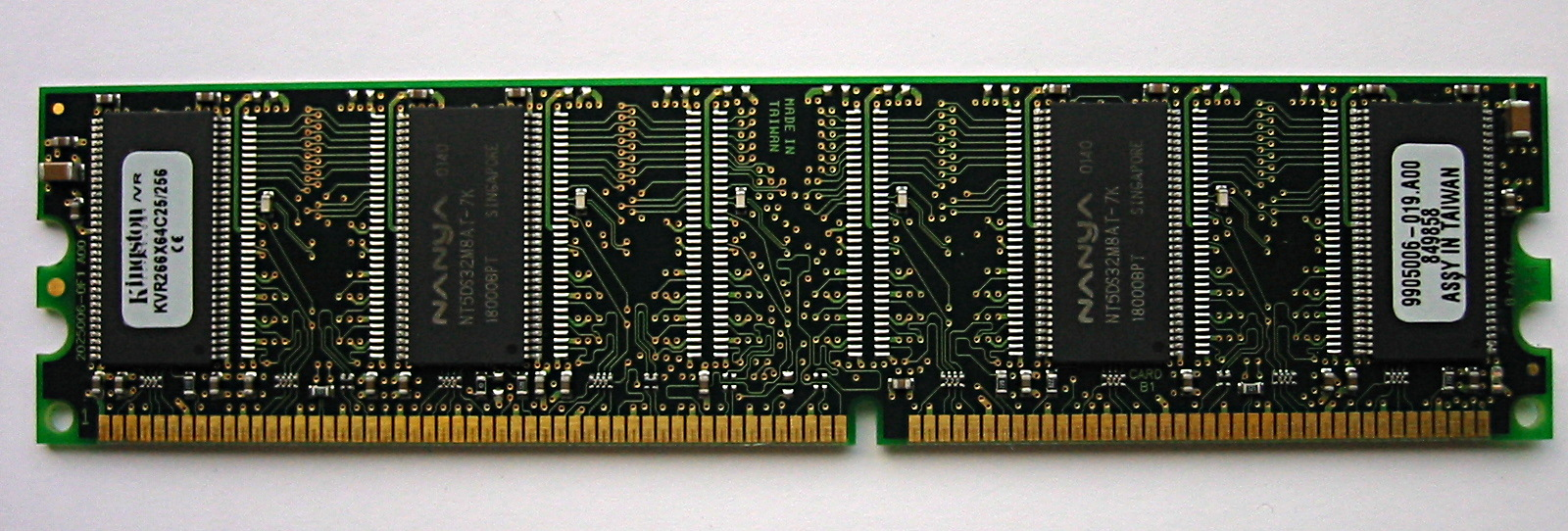
Memòria RAM Kingston KVR266X64C25-256 amb Nanya NT5DS32M8AT-7K

En general, les RAM es divideixen en estàtiques i dinàmiques. Una memòria RAM estàtica manté el seu contingut inalterat mentre es mantingui alimentada elèctricament.
Els tipus actuals de memòria RAM d'escriptura acostumen a emmagatzemar un bit de dades a cada estat d'un biestable o flip-flop, com en el cas de la SRAM (RAM estàtica), o com una càrrega a un condensador (o una porta lògica amb un transistor) com en el cas de la DRAM (RAM dinàmica), EPROM, EEPROM i la memòria flaix. Alguns tipus disposen de circuits destinats a detectar i/o corregir falles aleatòries de les dades emmagatzemades utilitzant bits de paritat o codis de detecció i correcció d'errors. La RAM de tipus permanent o només de lectura coneguda com a ROM (Read Only Memory), utilitza algun tipus de sistema per activar o desactivar de manera permanent els transistors adequats en comptes d'emmagatzemar una càrrega.
Tant la SRAM com la DRAM són de tipus volàtil, d'altres formes d'emmagatzemament informàtic, com el disc dur o les cintes magnètiques han estat utilitzades als ordinadors com a sistema per a emmagatzemar dades de manera persistent. Molts dels equips actuals només utilitzen la memòria flaix per a conservar les dades quan no estan en ús, és el cas dels ordinadors de butxaca (PDA) o dels petits reproductors de música.
Alguns ordinadors personals, com la majoria dels de tipus industrial i alguns portàtils també han reemplaçat els discs magnetics per unitats de disc d'estat sòlid. Només la memòria flaix de tipus NOR permet un veritable accés aleatori, permetent l'execució directa del codi, i per això s'acostuma a utilitzar en comptes d'una ROM. El preu de cost més petit de la memòria flaix de tipus NAND fa que sigui utilitzada de manera habitual per a construir les targetes de memòria i les unitats de disc d'estat sòlid.

## Mòduls de memòria RAM

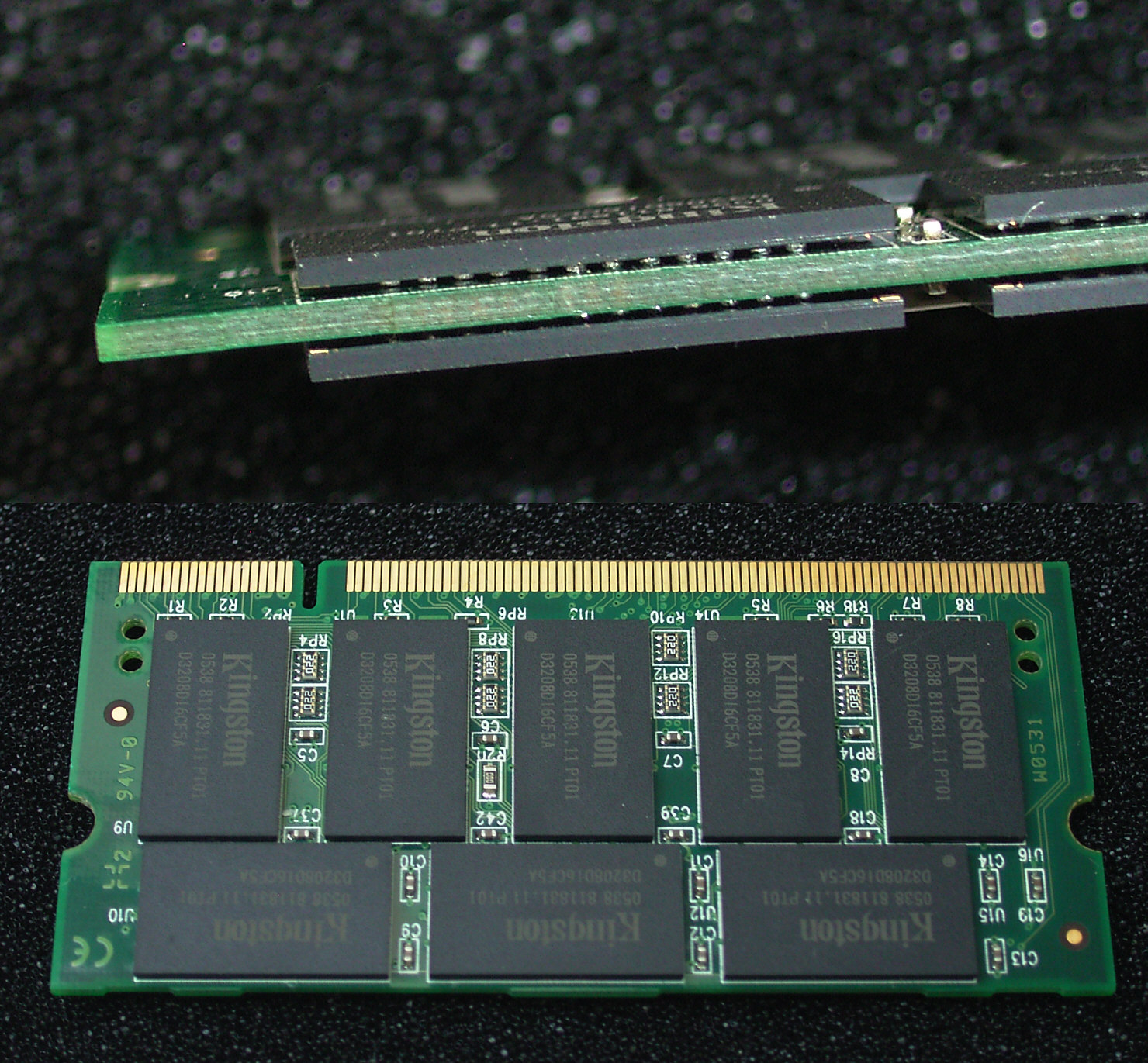
Format SO-DIMM.

Els mòduls de memòria RAM són targetes de circuit imprès que tenen soldats circuits integrats de memòria DRAM per una o dues cares. La implementació DRAM es basa en una topologia de circuit elèctric que permet assolir densitats elevades de memòria per quantitat de transistors, aconseguint integrats de centenars o milers de quilobits. A més de DRAM, els mòduls tenen un integrat que permeten la identificació del mateixos davant l'ordinador per mitjà del protocol de comunicació SPD. La connexió amb els altres components es realitza per mitjà d'una àrea de pins en un dels talls del circuit imprès, que permeten que el mòdul en ser instal·lat en un sòcol apropiat de la placa base, tingui bona connexió elèctrica amb els controladors de memòria i les fonts d'alimentació. Els primers mòduls comercials de memòria eren SIPP de format propietari, és a dir no hi havia un estàndard entre diferents marques. La necessitat de fer intercanviable els mòduls i d'utilitzar integrats de diferents fabricants va conduir a l'establiment d'estàndards de la indústria com els JEDEC.
- Mòduls SIMM: És un format usat en ordinadors antics que tenien un bus de dades de 16 o 32 bits.
- Mòduls DIMM: Usat en ordinadors d'escriptori; es caracteritzen per tenir un bus de dades de 64 bits.
- Mòduls SO-DIMM: Usat en ordinadors portàtils; és un format miniaturitzat de DIMM.

### Relació amb la resta del sistema

Diagrama de l'arquitectura d'un ordinador.

Dins de la jerarquia de memòria RAM es troba en un nivell després dels registres del processador i de les memòries cau. És una memòria relativament ràpida i d'una capacitat mitjana: en l'actualitat (des de l'any 2014), és fàcil trobar memòries amb velocitats de més de 2.000 MHz i capacitats de 4, 8 o 16 GB. La memòria RAM continguda en els mòduls, es connecta a un controlador de memòria que s'encarrega de gestionar els senyals entrants i sortints dels integrats DRAM. Alguns senyals són els mateixos que s'utilitzen per utilitzar qualsevol memòria: adreces de les posicions, dades emmagatzemades i senyals de control.
El controlador de memòria ha de ser dissenyat basant-se en una tecnologia de memòria, generalment en suporta només una, però hi ha excepcions de sistemes.
Els controladors suporten dues tecnologies (per exemple EDO-RAM i SDR-SDRAM o SDR i DDR), això passa en les èpoques d'entrada d'un nou tipus de RAM. Els controladors de memòria en sistemes com PC i servidors es troben integrats en l'anomenat NorthBridge o dins del mateix processador (en el cas dels processadors AMD Athlon i Intel Core i7) i són els encarregats de gestionar la majoria d'informació que entra i surt del processador.
Els senyals bàsics en el mòdul estan dividits en dos busos i un conjunt miscel·lani de línies de control i alimentació. Entre tots formen el bus de memòria:
- Bus de dades: són les línies que porten informació entre els integrats i el controlador. En general estan agrupats en octets sent de 8,16,32 i 64 bits, quantitat que ha d'igualar l'amplada del bus de dades del processador. En el passat, alguns formats de mòdul, no tenien una amplada de bus igual a la del processador. En aquest cas s'havia de muntar mòduls en parells o en situacions extremes, en 4 mòduls, per completar el que s'anominava banc de memòria; si no es feia així el sistema no funciona. Aquesta és la principal raó d'haver augmentar el nombre de pins en els mòduls, igualant l'ample de bus de processadors com el Pentium de 64 bits a principis dels anys 90.
- Bus d'adreces: és un bus en el qual es col·loquen les adreces de memòria a les que cal accedir. No és igual al bus d'adreces de la resta del sistema, ja que està multiplexat de manera que la direcció s'envia en dues etapes. Per això al controlador realitza temporitzacions i utilitza les línies de control. A cada estàndard de mòdul s'estableix una mida màxim en bits d'aquest bus, establint un límit teòric de la capacitat màxima per mòdul.
- Senyals miscel·lanis: entre els quals hi ha els de l'alimentació (Vdd, VSS) que s'encarreguen de lliurar potència als integrats. Estan les línies de comunicació per a l'integrat de presència que dona informació clau sobre el mòdul. També hi ha les línies de control entre les quals es troben les anomenades RAS i CAS que controlen el bus d'adreces i els senyals de rellotge en les memòries sincròniques SDRAM.

Entre les característiques sobresortints del controlador de memòria, es troba la capacitat d'utilitzar la tecnologia de canal doble (Dual channel) o tres canals, on el controlador accedeix a bancs de memòria de 128 bits. Encara que l'ample del bus de dades del processador continua sent de 64 bits, el controlador de memòria pot lliurar les dades de manera intercalada, optant per un o altre canal, reduint les latències vistes pel processador. La millora en l'acompliment és variable i depèn de la configuració i ús de l'equip. Aquesta característica ha promogut la modificació dels controladors de memòria, resultant en l'aparició de nous chipsets (la sèrie 865 i 875 d'Intel) o de nous sòcols de processador en els AMD (el 939 amb canal doble, reemplaçament al 754 de canal senzill). Els equips de gamma mitjana i alta en general es fabriquen basats en chipsets o sòcols que suporten doble canal.

## Integració: tecnologies 3D
Actualment existeixen diferents tipus de tecnologies 3D, però la que ara per ara lidera la indústria és la que apila les oblies (fina planxa normalment de silici on es graven mitjançant tècniques com la fotolitografia diverses còpies d'un mateix circuit integrat) o els daus (l'oflia es talla en diverses peces, on cadascuna és un circuit integrat o dau) un a sobre de l'altre i travessats per una tècnica anomenada via silici a través (amb acrònim anglès TSV de Through-Silicon Via), que consisteix en unes vies que travessen verticalment totes les capes d'oflies de silici apilades i les connecta entre elles. Un cop muntades les TSV, s'utilitza termocompressió per ajuntar totes les capes i formar així circuits integrats en tridimensionals.
El fet de tenir capes individuals permetrà a l'arquitecte utilitzar diferents tipus de tecnologies si esdevé necessari, de manera que es podran apilar aquestes capes aconseguint així que hi hagi menys distància a l'hora de transferir les dades.
En resum, ens trobem amb una topologia bastant reduïda d'espai, ja que estaria tot apilat, amb un benefici en el rendiment considerable i menys consum, més optimitzat i deixant lloc a possibles addicions lògiques.

### Stacked DRAM
S'estan implementant nous models independents de les DDRx’s de RAM que compten amb aquesta arquitectura a capes, i que apunten a ser els grans successors d'aquesta família. Els dos noms més destacats fins ara que apunten a ser els grans substituts són el Hybrid Memory Cube (HMC) i la seva competidora, la High-Bandwitdh Memory (HBM).

#### Hybrid Memory Cube (HMC)
Anunciat per Micron Technology el 2011, l'HMC és un nou tipus de RAM d'alt rendiment que està basada en l'arquitectura stacked-DRAM. Els mòduls de memòria estan apilats en forma de cub i no pas col·locats plans un al costat de l'altre a la placa base. Els xips estan connectats entre ells amb els TSVs, per tant es tracta d'una arquitectura totalment 3D. La millora tant en el rendiment com en l'amplada de banda és tan gran, que pot proporcionar fins a 15 vegades més rendiment i utilitza el 70% menys d'energia per bit que l'actual DDR3. Per tant, no es tracta d'un disseny de DIMMs, on aquests es col·locaven als slots de la placa base, sinó que el HMC vindrà soldat al costat del processador.
Micron ha informat que els HMC haurien d'estar disponibles pels consumidors en un interval de 3 a 5 anys.

#### High-Bandwidth Memory (HBM)
Està formada per les capes de DRAM, les TSVs que les travessen, la capa de control i les interconnexions ultra-ràpides que connecten la memòria amb el GPU anomenades “interposer”.
Encara que l'estructura de la stacked-DRAM no estigui físicament integrada amb el processador (igual que el HMC), les ràpides connexions que ens proporciona l'interposer juntament amb el fet que de per si ja són molt a prop l'un de l'altre, fa que amb prou feines es pugui diferenciar de la velocitat que tindria si estigués integrada amb el processador.
Respecte al consum d'energia, ofereix tres vegades l'amplada de banda per watt que tenia el seu predecessor, el GDDR5. Com a similitud amb el HMC, l'HBM també ha reduït substancialment l'espai que ocupa, de manera que amb un 94% menys d'espai que el GDDR5, és capaç de mantenir la mateixa capacitat que aquest.
Al contrari que el HMC, la HBM ja està disponible en el mercat integrada en alguns models de targetes gràfiques com la AMD Radeon R9 Fury X.